# История почты и почтовых марок колоний Франции
История почты и почтовых марок колоний Франции охватывает два периода выпуска Францией единых почтовых марок для использования в различных французских колониальных владениях, которые не имели собственных почтовых марок: с 1859 по 1906 год, а также с 1943 по 1945 год. Такие колониальные выпуски в филателистической среде называются «французскими колониями» (англ. «French colonies»). Всего для французских колоний было эмитировано 58 почтовых марок и 34 доплатные марки.

## Выпуски почтовых марок

### Первые марки
Первыми почтовыми марками французских колоний были небольшие квадратные марки, выпущенные в 1859 году и изображавшие орла и корону в круглой рамке, с надписью фр. «Colonies de l’Empire Francais» («Колонии Французской империи»). Как и все колониальные выпуски до 1881 года, они были без зубцов. В период с 1859 по 1865 год всего вышло шесть номиналов, от 1 до 80 сантимов.

### Типы Церера и Наполеон III
Очередная серия марок для колоний появилась в 1871 и 1872 годах и заимствовала дизайн у современных им стандартных почтовых марок самой Франции, с изображениями Цереры и императора Наполеона III. Некоторые из девяти выпущенных марок отличаются от собственно французских почтовых марок цветом или номиналом, хотя другие идентифицировать крайне сложно.

Ранние беззубцовые колониальные выпуски Франции (1871)
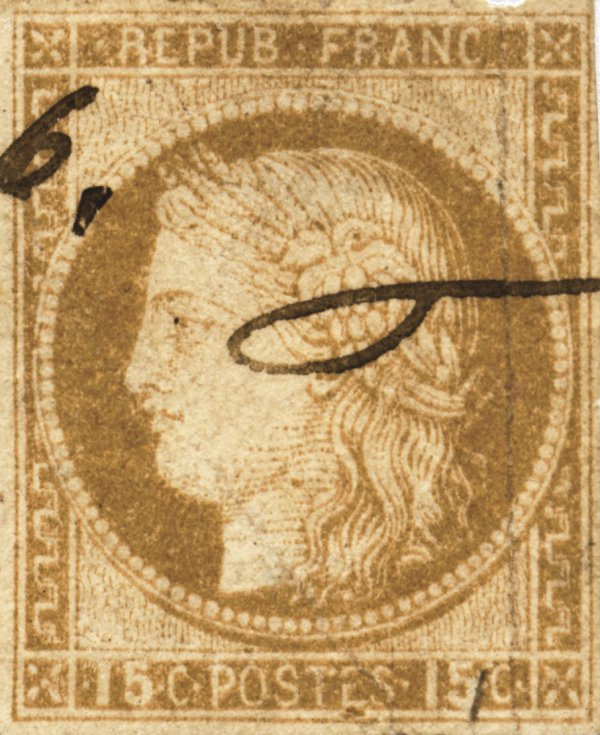
Тип Церера[англ.]
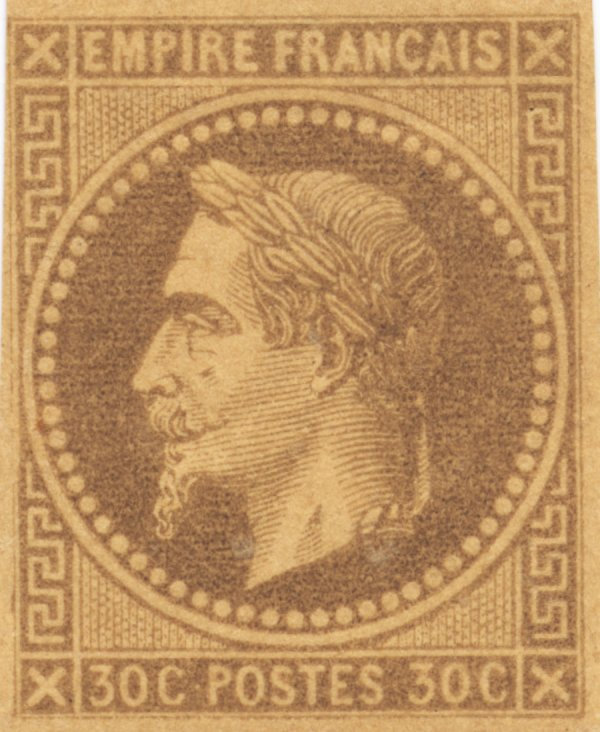
Тип Наполеон III[фр.]

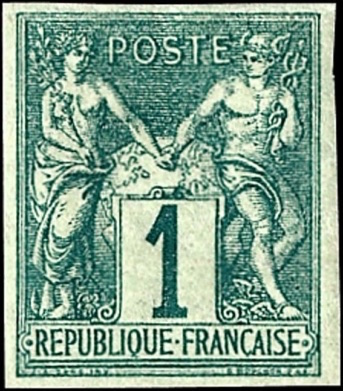
Беззубцовая марка французских колоний типа Саж («Мир и торговля»)(Sc #24)

У ряда дополнительно выпущенных серий с изображением Цереры в период с 1871 года по 1877 год наблюдается та же особенность: их можно различить только по отсутствию зубцовки.

### Тип Саж («Мир и торговля»)
Следующий стандартный выпуск Франции известен как тип Саж (или «Мир и торговля») — по имени художника-дизайнера марок Жюля-Огюста Сажа (Jules-Auguste Sage). При этом колониальная часть выпуска типа Саж 1877—1880 годов была эмитирована в беззубцовом исполнении.

### Тип Альфэ Дюбуа («Торговля»)
В 1881 году для колоний была эмитирована новая серия с изображением одиночной аллегории «Торговля» и надписью «Colonies» («Колонии»), с зубцовкой 14 × 13½. Автором миниатюр был художник Альфэ Дюбуа (1831—1905), поэтому вся серия также обозначается как тип Альфэ Дюбуа. Эти 13 марок, номиналом от 1 сантима до 1 франка, вышли в цветах, которые сопоставимы с таковыми на марках Франции того времени. В 1886 году почтовая марка номиналом 25 сантимов, ранее напечатанная в жёлтом цвете, была перевыпущена в чёрном цвете на бумаге розового цвета. В 1880-е и 1890-е годы на запасах почтовых марок выпуска «Торговля» колонии часто делали надпечатки.
- Марки французских колоний типа Альфэ Дюбуа[фр.] («Торговля»; 1881)

Марки французских колоний типа Дюбуа, Альфэ («Торговля»; 1881)
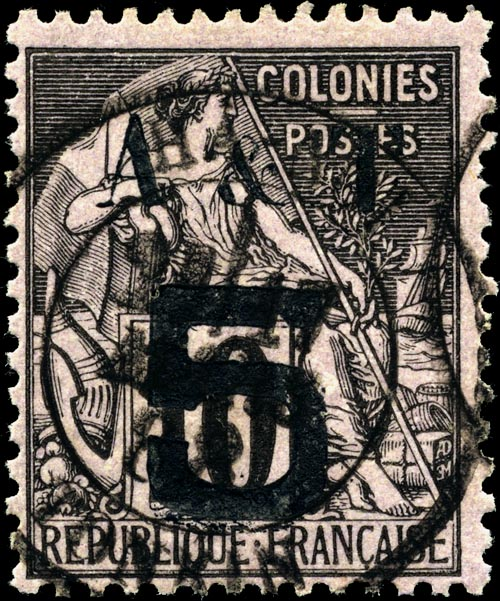
10 сантимов (История почты и почтовых марок Аннама и Тонкина)
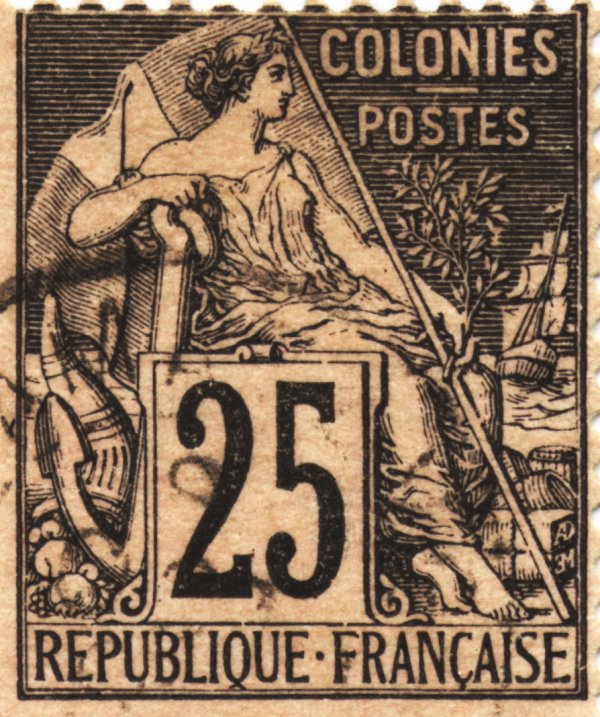
10 сантимов (Аннам и Тонкин[англ.])
- 25 сантимов
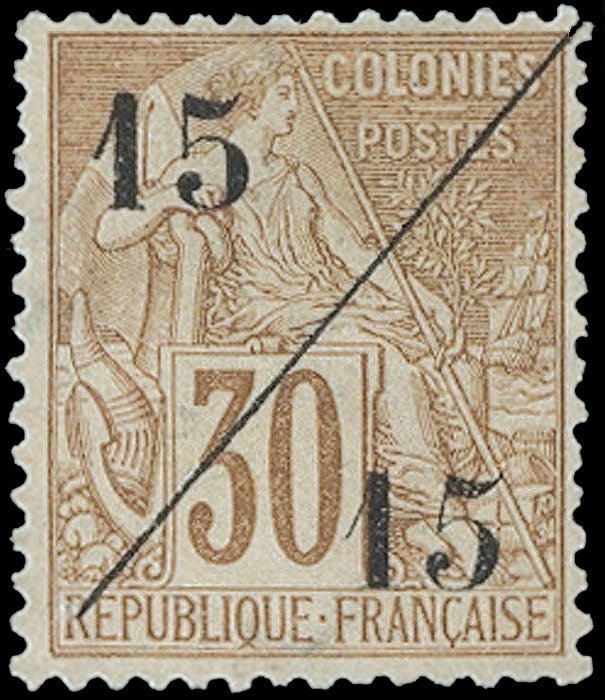
30 сантимов (Кохинхина; для употребления в виде бисекта)
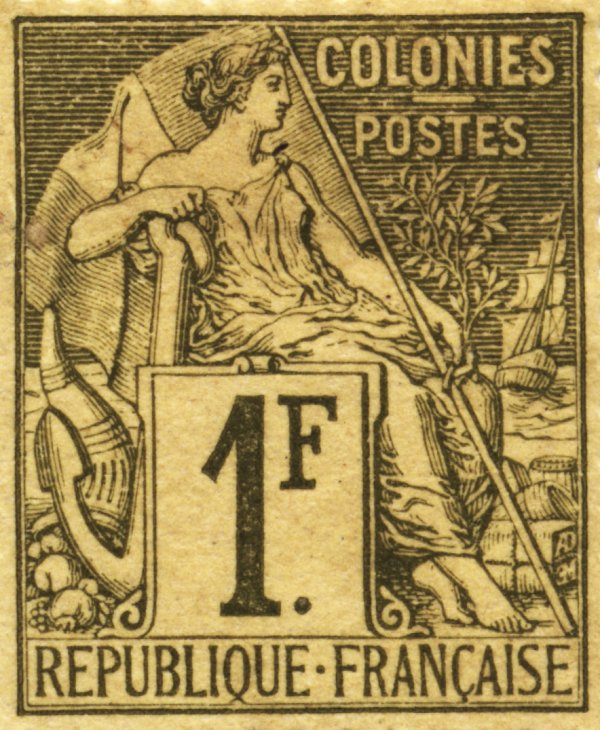
1 франк

### Тип Мореплавание и торговля
В 1892 году Франция начала эмиссию марок колониального типа — с названием владений в рамках общего выпуска типа Мореплавание и торговля.
- Марки французских колоний типа Мореплавание и торговля[англ.]

Марки французских колоний Тип Мореплавание и торговля
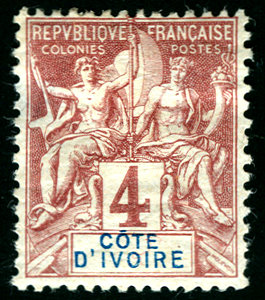
Берег Слоновой Кости, 4 сантима (1892)
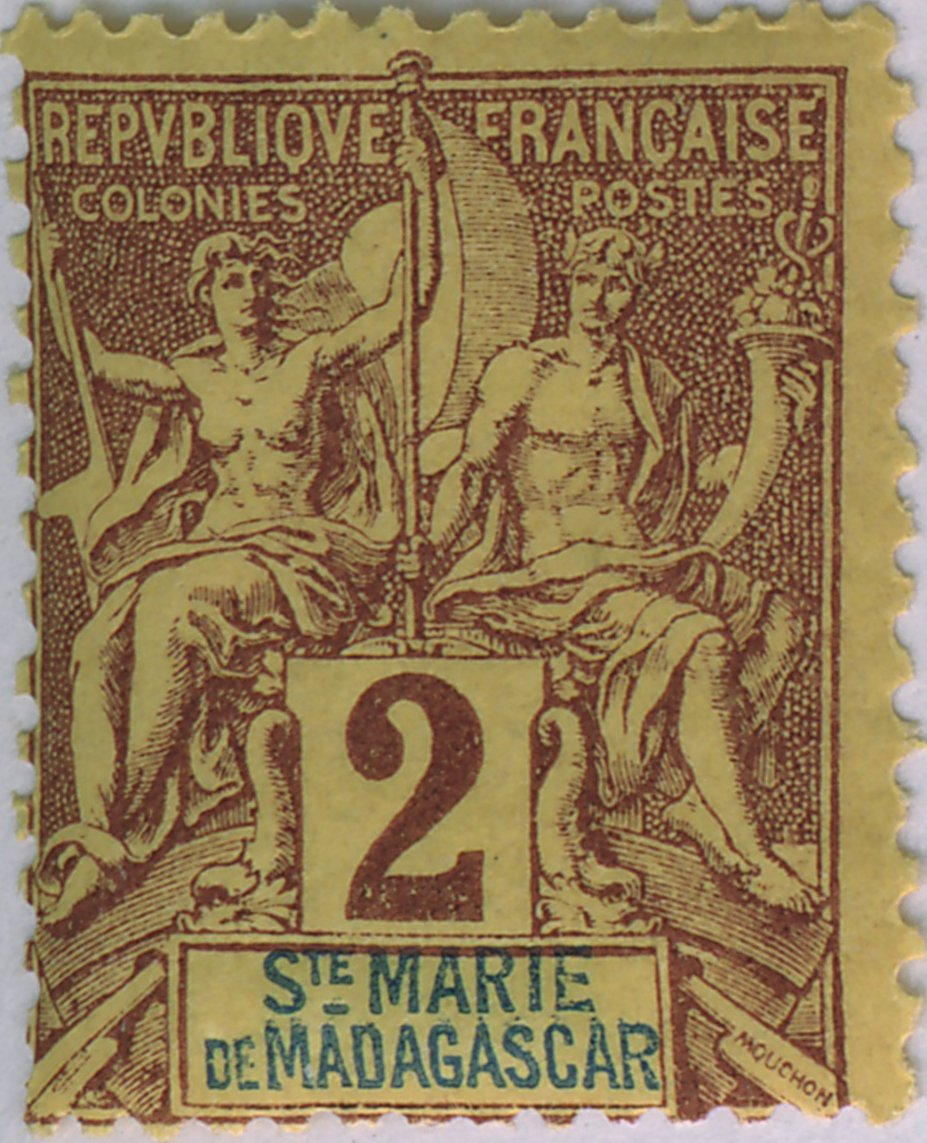
Сент-Мари, 2 сантима (1894)
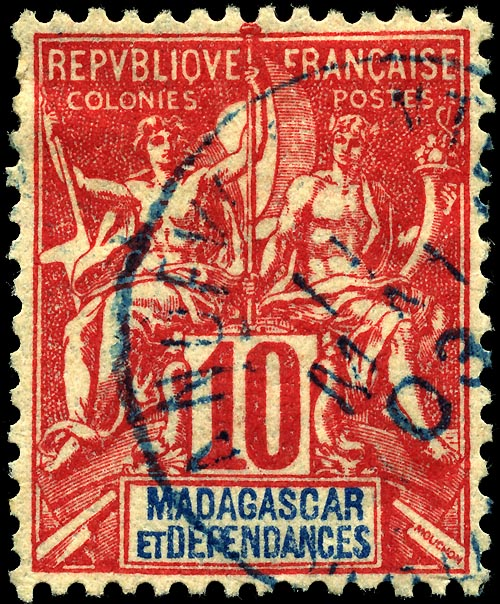
Мадагаскар, 10 сантимов (1900)

## Другие виды почтовых марок

### Доплатные
С 1884 года выпускалась серия общих доплатных марок, последняя марка которой появилась в 1906 году. Надписи на марках «A percevoir» «Timbre-taxe». После этого в каждой колонии использовались только собственные марки.
Наконец в 1945 году был эмитирован ещё один общий выпуск доплатных марок для колоний.

### Почтово-благотворительные
Идею общих выпусков возродили в рядах «Сражающейся Франции» во время Второй мировой войны. В 1943 и 1944 годах это освободительное движение выпустило восемь видов почтово-благотворительных марок. После высадки войск Свободной Франции на Корсике и на юге Франции эти выпуски были в обращении в освобождённых районах, а в ноябре 1944 года — на всей территории Франции.

## Цельные вещи
Для французских колоний помимо почтовых марок также выпускались различные цельные вещи. В 1876 году в обращении появились три почтовые карточки, ещё две разные почтовые карточки были выпущены в 1880 году и две в 1885 году. В 1885 году вышла почтовая карточка с оплаченным ответом. Шесть разных секреток были выпущены в 1885 году и две — в 1890 году. В 1889 году были напечатаны два маркированных почтовых конверта. В том же 1889 году в обращение вышли маркированные бандероли пяти разных номиналов для колоний.

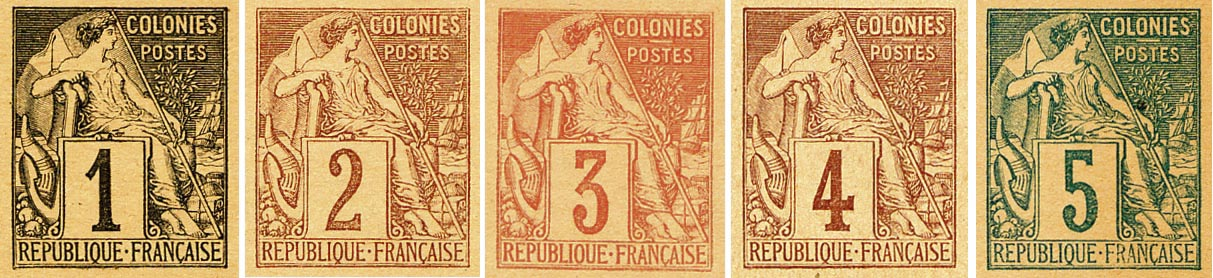
Напечатанные на газетных бандеролях марки французских колоний типа Дюбуа, Альфэ («Торговля»)